# روش شکار

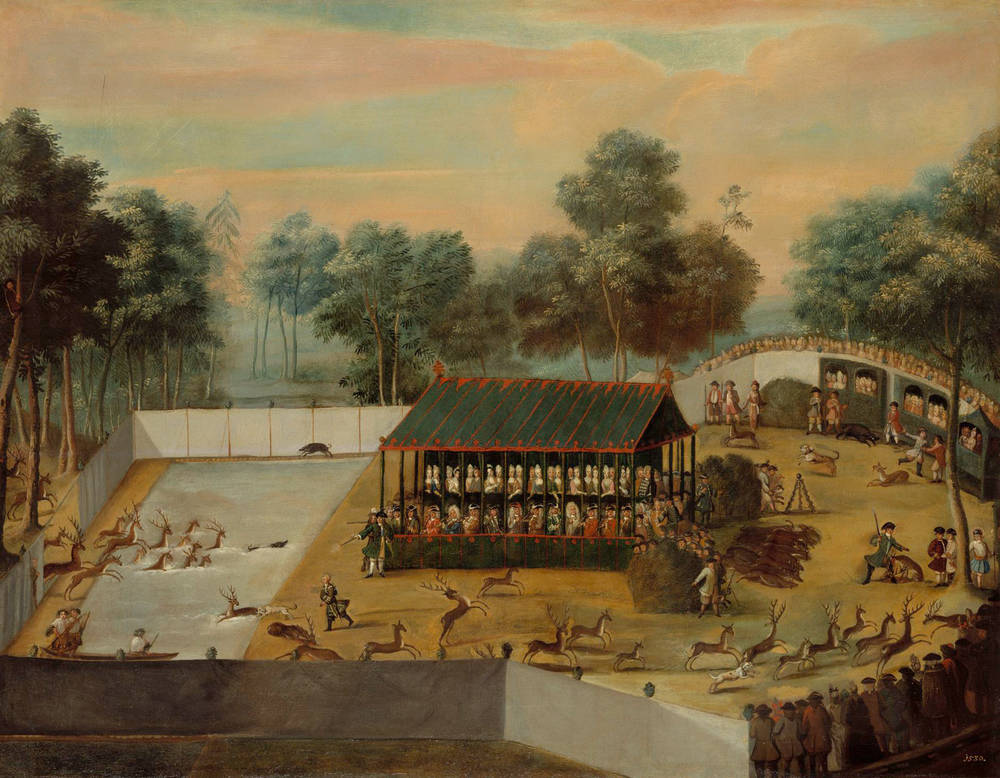
شکار در سال ۱۷۱۸ در نزدیکی موریتزبورگ متوقف شد. نقاش ناشناس

روش شکار، شیوه شکار یا راهبرد شکار (به انگلیسی: Hunting strategy)، همه روش‌هایی را دربر می‌گیرد که برای هدف قرار دادن، تعقیب و کشتن جانور مورد نظر استفاده می‌شود. روش شکار که یک شکارچی استفاده می‌کند به گونه‌های حیات وحشی که دنبال می‌شود، آب و هوا، زمین و قوانین شکار محلی که در آن شکار می‌شود بستگی دارد. برخی از رایج‌ترین روش‌های شکار که مورد استفاده قرار می‌گیرند، عبارتند از: شکار ثابت (still hunting)، شکار ایستاده (stand hunting)، صدا زدن، طعمه‌گذاری و شکار با سگ.
روش‌های شکار عبارتند از:
- طعمه‌گذاری (Baiting)، کاربرد طعمه‌ها، دام‌ها، بو یا غذا برای جذب جانوران هدف است.
- شکار ایستاده یا شکار کور (Stand hunting)، منتظر ماندن برای جانوران در یک موقعیت پنهان یا یک بلندی است.
- صدا زدن (Calling)، استفاده از صداها برای جذب یا راندن جانوران است.
- استتار (Camouflage)، پنهان کردن خود از نظر دیداری یا بویایی برای تلفیق با محیط است.
- از سگ‌ها (ِDogs) می‌توان برای کمک به پراندن، گله‌داری، راندن، ردیابی، اشاره کردن، تعقیب یا بازیابی جانوران استفاده کرد.
- شکار جرگه‌ای (سیستم راندن شکار) (Game drive system)، یک روش شکار پیشاتاریخ بود که در آن جانوران شکارشونده در مناطقی جمع می‌شدند که می‌توان آن‌ها را به صورت گروهی شکار کرد.
- راندن (Driving)، عبارت است از ایجاد گله جانوران در جهتی خاص، مانند بالای صخره یا شکارچیان دیگر.
- پراندن (Flushing)، عمل ترساندن هدف از مناطق پنهان است.
- نورافکندن (Spotlighting)، استفاده از نور مصنوعی برای یافتن یا کور کردن هدف پیش از گرفتن آن است. همچنین روشنایی نوین، شامل فروسرخ و سایر دستگاه‌ها می‌شود.
- دیده‌بانی (Scouting) شامل انواع وظایف و تکنیک‌ها برای یافتن جانوران برای شکار کردن آن‌ها است.
- ماهرخ‌رفتن (Stalking)، عمل راه رفتن یواشکی است که اغلب در تعقیب یک جانور شناسایی شده است.
- ردیابی (Tracking)، به کاربردن تفسیر شواهد فیزیکی برای تعقیب جانوران است.
- تله‌گذاری (Trapping)، استفاده از وسایلی است (مثلاً تله، چاله، گودال مرگبار) برای گرفتن یا کشتن یک جانور.